# Мендес, Камила
Ками́ла Карра́ро Ме́ндес (англ. Camila Carraro Mendes; род. 29 июня 1994, Шарлотсвилл, Виргиния, США) — американская актриса, наиболее известная по роли Вероники Лодж в телесериале «Ривердейл».

## Биография
Родилась в Виргинии, в семье бразильцев. Она часто переезжала, но большую часть своего детства она провела в штате Флорида и жила в Бразилии в течение года в возрасте 10 лет. Мендес окончила Нью-Йоркский университет. Её первая актерская работа была в рекламе ИКЕА.
В 2016 году досталась роль Вероники Лодж в подростковой драме «Ривердейл», основанной на «Archie Comics». Мендес была представлена организацией Карсона Колкера «Creative Artists Agency».
Встречалась с фотографом и режиссёром Йеном Уоллесом с 2013 по 2017 год. В 2018 году встречалась с Виктором Хьюстоном. С 2020 по 2021 год встречалась с фотографом Грэйсоном Воганом.
С октября 2018 по декабрь 2019 года встречалась с Чарльзом Мелтоном, коллегой по сериалу «Ривердейл». В июне 2021 года пара возобновила отношения.

## Фильмография
Кино и телевидение
| Год       |     | Русское название             | Оригинальное название                  | Роль          |
| --------- | --- | ---------------------------- | -------------------------------------- | ------------- |
| 2017      | с   | Ночное шоу с Джимми Фэллоном | The Tonight Show Starring Jimmy Fallon | Вероника Лодж |
| 2017—2023 | с   | Ривердейл                    | Riverdale                              | Вероника Лодж |
| 2018      | ф   | Новый роман                  | The New Romantic                       | Морган Круз   |
| 2018      | кор | —                            | Your Brain on Jingle Jangle            | Вероника      |
| 2019      | ф   | Идеальное свидание           | The Perfect Date                       | Шелби Пейс    |
| 2019      | ф   | Озеро Койот                  | Coyote Lake                            | Эстер         |
| 2019      | кор | —                            | Secret: All Strength No Sweat          | н/д           |
| 2020      | ф   | Зависнуть в Палм-Спрингс     | Palm Springs                           | Тала          |
| 2020      | ф   | Опасная ложь                 | Dangerous Lies                         | Кэти          |
| 2020      | с   | День за днём                 | Day by Day                             | Грейс         |
| 2020      | мс  | Симпсоны                     | The Simpsons                           | Тесса Роуз    |
| 2022      | ф   | Отомсти за меня              | De revenge                             | Дрея          |
| 2024      | ф   | Повышение                    | Upgraded                               | Ана           |
| 2024      | ф   | Музыка                       | Música                                 | Изабелла      |
| 2026      | ф   | Властелины Вселенной         | Masters of the Universe                | Тила          |

Музыкальные видео
| Год  | Название        | Артист           |
| ---- | --------------- | ---------------- |
| 2018 | «Give a Little» | Мэгги Роджерс    |
| 2018 | «Side Effects»  | The Chainsmokers |

## Награды и номинации
| Год  | Награда                | Категория                                       | Работа    | Результат | Прим.  |
| ---- | ---------------------- | ----------------------------------------------- | --------- | --------- | ------ |
| 2017 | Teen Choice Awards     | Похититель сцены                                | Ривердейл | Победа    | [ 16 ] |
| 2018 | MTV Movie & TV Awards  | Лучший поцелуй (совместно с Кей Джей Апа)       | Ривердейл | Номинация | [ 17 ] |
| 2018 | People’s Choice Awards | Female TV Star                                  | Ривердейл | Номинация | [ 18 ] |
| 2018 | Teen Choice Awards     | Лучшая экранная пара (совместно с Кей Джей Апа) | Ривердейл | Номинация | [ 19 ] |
| 2018 | Teen Choice Awards     | Лучшая актриса драматического сериала           | Ривердейл | Номинация | [ 19 ] |